# Sogn (Denemarken)
Een sogn is in Denemarken een kerkelijke gemeenschap van de Deense Volkskerk. 
De oorspronkelijke parochiegrenzen spelen nog steeds een rol van betekenis, bijvoorbeeld bij de vaststelling van de gemeentegrenzen en schooldistricten. Met name op het platteland staat de parochiekerk veelal in het midden van de middeleeuwse parochie, zonder dat er rond de kerk een dorp is ontstaan.

## Geschiedenis
De sogne (het correct Deens meervoud) ontstonden in de middeleeuwen als parochies van de Rooms-Katholieke Kerk en zijn tot de Deense Volkskerk gaan behoren bij de afsplitsing in 1536.

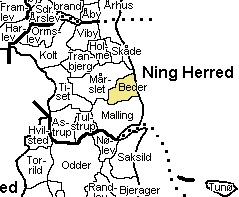
Voorbeeld hiërarchie van Beder Sogn, onderdeel van Ning Herred, deel van Århus Amt

Een sogn maakte tot 1970 deel uit van een herred, die deel uitmaakte van een amt. De herred is te zien als een plattelandsgemeente die in de loop der tijd ook bestuursorganen kreeg. Steden, in Denemarken Købstad genoemd, waren geen onderdeel van een herred maar hadden een eigen bestuur. Parochies in de steden werden wel aan een herred toegerekend.
Tot de gemeentelijke hervorming van 1970 waren sogne tevens een bestuurlijk gebiedsdeel van Denemarken. In 1870 waren er 1097 parochiegemeenten (sognekommuner). In 1970 waren dat er meer dan 1300. De bestuurlijke taken van de parochiegemeenten werden overgenomen door nieuwe gemeenten die los stonden van de parochies. De indeling zou resulteren tot 277 gemeenten. Deze gemeenten omvatten vaak meerdere parochies.